# Rimpelige koraalzwam
De rimpelige koraalzwam (Clavulina rugosa) is een zwam behorend tot de familie Clavulinaceae. Hij wordt gezien als mycorrhizapartner van zowel loofbomen als naaldbomen. Een belangrijk kenmerk is dat de  vruchtlichamen alleen bovenaan of geheel onvertakt zijn. Hij komt voor op humeuze grond in loofbossen en lanen, bij voorkeur onder eiken (Quercus), op (matig) voedselrijke, zandige of kleiige bodems.

## Kenmerken

### Uiterlijke kenmerken
De vruchtlichamen zijn 4 tot 6 cm hoog, in uitzonderlijke gevallen tot 12 cm. Ze hebben aan de basis een diameter van ongeveer 5-10 mm. Ze zijn afgeplat knotsvormig en onregelmatig gerimpeld. Aan de bovenzijde is er geen, of slechts een lichte vertakking. De kleur varieert van wit of vuilwit tot lichte oker- of lichtgrijze tinten. Het oppervlak is in de lengterichting gegroefd, hobbelig en gerimpeld, ook gedraaid. De uiteinden zijn stomp tot afgeplat, soms met rudimentaire uitgroeiingen en slechts zelden met takken. Het vruchtvlees is elastisch, bros en zacht, de geur is onopvallend en de smaak is mild. De vruchtlichamen groeien afzonderlijk of bij elkaar, zelden geclusterd. Het is niet ongebruikelijk om ze in grote groepen aan te treffen.

### Microscopische kenmerken
Het heeft een monomitisch hyfensysteem, wat betekent dat alleen generatieve hyfen worden gevonden. Hyfen zijn 5–12 µm breed en gesepteerd. Er zijn gespen op de septen, typisch voor Basidiomycota met dikaryotische hyfen. Deze zijn vrij klein en de hyfen op de gespen zijn soms iets ingesnoerd.
De basidia zijn cilindrisch tot knotsvormig, 60-75 × 5-8 µm groot en hebben 2 sterigmata. Er is een basale gesp aan de basis.
De sporen - meer bepaald basidiosporen - zijn breed elliptisch tot rond, glad, hyaline en met een grote oliedruppel erin. De sporenafmeting is ongeveer 9–14 × 7,5–11 µm. De sporen zijn inamyloïde en kunnen niet worden gekleurd met jodiumreagentia.

## Vergelijkbare soorten
Er kan verwarring ontstaan met:
- Witte koraalzwam (Clavulina coralloides), deze heeft ook witte vruchtlichamen op, die vaak, maar niet altijd, aanzienlijk meer vertakt zijn, vooral in de takpunten. De sporen zijn wat kleiner.
- Wormvormige knotszwam (Clavaria fragilis), vooral gladde vormen vertonen overeenkomsten maar deze heeft echter geen gespen en kleinere sporen zonder grote druppel.

## Ecologie
De soort wordt aangetroffen in naaldbossen of gemengde naald-loofbossen, zeldzamer in zuivere loofbossen, op kale grond en tussen mossen, langs bermen, in sloten en soortgelijke habitats. Vruchtlichamen zijn te vinden van augustus tot november, en bij milde temperaturen zelfs tot in december.

## Vespreiding
De soort is wijdverspreid in vele delen van de wereld, waaronder het grootste deel van Europa, grote delen van Noord-Amerika, sommige delen van Australië en Nieuw-Zeeland, en sporadisch in Zuid-Azië, Oost-Azië en de Aziatische delen van Noord-Rusland. Het lijkt te ontbreken in Afrika en Zuid-Amerika. Verspreiding is ook mogelijk in niet genoemde gebieden.
In Nederland komt de rimpelige koraalzwam vrij algemeen voor. Hij staat op de rode lijst in de categorie 'kwetsbaar'.

## Eetbaarheid
Het is eetbaar, maar vanwege zijn zeldzaamheid en zijn kleine afmeting maakt het geen zin om de paddenstoel voor consumptie te verzamelen.

## Taxonomie
De soortnaam werd gepubliceerd in 1790 door Jean Bulliard als Clavaria rugosa. De soort werd in 1888 door Joseph Schröter overgebracht naar  Clavulina.